# (15727) Ianmorison
(15727) Ianmorison (1990 TO9) – planetoida z pasa głównego asteroid okrążająca Słońce w ciągu 3,45 lat w średniej odległości 2,28 j.a. Odkryta 10 października 1990 roku.